# Diocesi di Tabriz
La diocesi di Tabriz (in latino: Dioecesis Taurisiensis) è una sede soppressa e sede titolare soppressa della Chiesa cattolica.

## Storia
Fin dalla prima metà del XIII secolo il papato, grazie alla mediazione dei francescani e dei domenicani, dopo lunghi secoli aveva ripreso il contatto con l'Oriente cristiano. Nel 1265 veniva aperto un convento di Domenicani in Cilicia (Anatolia). In precedenza, papa Gregorio IX (1227-1241) aveva inviato otto padri domenicani in Georgia, cui seguirono scambi epistolari di cortesia tra il papato ed i regnanti georgiani.
In questo contesto, il 1º aprile 1318 papa Giovanni XXII eresse l'arcidiocesi di Soltaniyeh, a cui affiancò sei vescovi suffraganei. Tra questi si trova Bartolomeo Abbagliati, vescovo di Tabriz (o Tauris). Questa città era sede di un'antica diocesi della Chiesa ortodossa siriaca. In una lettera del 7 aprile 1288 papa Niccolò IV si era congratulato con il vescovo giacobita Zaccaria che, assieme ad altri due vescovi, aveva aderito alla fede cattolica. Queste adesioni tuttavia furono in numero ridotto.
Il vescovo Guglielmo de Cigiis entrò in conflitto con i francescani dei conventi della diocesi, che avevano manifestamente aderito alle dottrine degli Spirituali e si spinsero fino a rifiutare di riconoscere l'autorità di Guglielmo.
È presumibile che la diocesi di Tabriz, come le altre contestualmente erette da Giovanni XXII nel Caucaso, fu spazzata via dalle incursioni e distruzioni compiute da Tamerlano alla fine del XIV secolo. I vescovi furono costretti a lasciare le loro sedi. La diocesi continuava ad esistere solo formalmente. I vescovi vennero considerati In partibus infidelium ("nelle terre dei non credenti").
Il titolo scomparve nel XV secolo.

## Cronotassi

### Vescovi residenti
- Bartolomeo (Abbagliati ?), O.P. † (1318 - ? deceduto)
- Guglielmo de Ciggiis o de Zigiis, O.P. † (21 agosto 1329 - ?)
- Francesco Cinquini di Pisa † (1335 - 1348 deceduto)
- Rostaing Clapier, O.P. † (1349 - ? deceduto)
- Jean de Rouen, O.P. † (7 aprile 1374 - 9 marzo 1377 nominato vescovo di Caffa)[1]

### Vescovi titolari
- Enrico di Wacoldeyn, O.F.M. † (6 giugno 1390 - ?)
- Giovanni, O.P. † (1400 - ?)
- Giovanni Franqueloy, O.P. † (circa 1405 - ?)
- Francesco Cinquino Pisano, O.P. † (circa 1450 - ?)
- Raimondo, O.P. † (24 luglio 1476 - ?)